# Rosemarie (film din 1958)
Rosemarie (titlul original: în germană Das Mädchen Rosemarie) este un film dramatic vest-german, realizat în 1958 de regizorul Rolf Thiele, protagoniști fiind actorii Nadja Tiller, Peter van Eyck, Gert Fröbe, Mario Adorf. 

## Conținut
Germania de Vest din anii 1950 devine o superputere economică. Într-un astfel de climat, Rosemarie este doar unul dintre mulți antreprenori care își dorește bucățica ei de nouă avere. Își folosește farmecele pentru a-i aduce pe membrii elitei industriale din Germania de Vest în patul ei. Acolo află secrete de afaceri și le vinde mai târziu la competitorii francezi. Cu toate acestea, atunci când scandalul erupe, Rosemarie va afla că nu poate învinge sistemul.

## Distribuție
- Nadja Tiller – Rosemarie Nitribitt
- Peter van Eyck – Alfons Fribert
- Carl Raddatz – Konrad Hartog
- Gert Fröbe – directorul general Willy Bruster
- Mario Adorf – Horst
- Horst Frank – Michael Runge
- Hanne Wieder – Marga
- Helen Vita – Eveline
- Werner Peters – Franz Josef Nagonski
- Tilo von Berlepsch – Oelsen
- Erik von Loewis – von Killenschiff
- Karin Baal – Do
- Hubert von Meyerinck – Concierge Kleie
- Jo Herbst – Walter
- Ruth Hausmeister – Frau Hartog
- Arno Paulsen – Schmidt
- Florentine Castell –

## Culise
O critică socială dură, filmul se bazează pe viața lui Rosemarie Nitribitt, o celebră prostituată de lux din Frankfurt pe Main, a cărei ucidere din 1957 nu a fost niciodată elucidată și încă stârnește multe speculații astăzi, deoarece carnețelul de adrese a tinerei a fost umplut cu numele politicienilor și industriașilor din țară. 
Când filmul a fost lansat în vara anului 1958, scandalul era încă atât de recent, încât Ministerul German de Externe a încercat în zadar să împiedice prezentarea sa la Festivalul de Film de la Veneția, unde filmul a fost aclamat. Filmul a primit în 1959 premiul pentru cel mai bun film străin la Globurile de Aur.
„ Pornind de la acest fapt real, Thiele realizează un film polemic asupra consecințelor morale ale „miracolului economic” german, consacrând-o ca vedetă pe frumoasa Tiller. ”— Tudor Caranfil ,  Dicționar universal de filme 2008, p. 542

## Premii și nominalizări
- 1958: Globul de Aur: Cel mai bun film străin
- 1958: Preis der deutschen Filmkritik: 2 Nominalizări cuprinzând cel mai bun regizor
- 1958: Festivalul de Film de la Veneția: Nominalizare pentru Leul de Aur, Premiul Pasinetti
- 1959: Festivalul Internațional de Film de la Mar del Plata: Cel mai bun regizor pentru Rolf Thiele